# Классическая теория поля
Классическая теория поля — физическая теория о взаимодействии полей и материи, не затрагивающая квантовых явлений. Обычно различают релятивистскую и нерелятивистскую теорию поля.

## Физика сплошных сред и неравновесная термодинамика
Неравновесную термодинамику, также как механику и электродинамику сплошных сред, можно считать типичной теорией поля. В неравновесной термодинамике и механике сплошных сред, так же как в классической электродинамике и теории гравитационного поля, изменения состояния описываются дифференциальными уравнениями в частных производных.

## Случайные поля
К классической теории поля также относят теорию случайных полей, используемую в статистической радиофизике и статистической гидродинамике.

## Математическая формулировка
Обобщая теорию калибровочных полей, классическая теория поля формулируется как лагранжева теория на расслоениях, в которой классические поля представляются сечениями расслоений.

## Список литературы
- Ландау Л. Д., Лифшиц Е. М. Теория поля. — Издание 8-е, стереотипное. — М.: Физматлит, 2001. — 534 с. — («Теоретическая физика», том II). — ISBN 5-9221-0056-4.
- Рубаков В. А. Классические калибровочные поля. — М.: УРСС, 1999. — 336 с.
- Иваненко Д., Соколов А. Классическая теория поля (новые проблемы). — 2-е изд. — М.—Л.: ГИТТЛ, 1951. — 480 с.
- Манин Ю. И. Калибровочные поля и комплексная геометрия. — М.: Наука, 1984. — 336 с.
- Богуш А. А., Мороз Л. Г. Введение в теорию классических полей. — 2-е изд. — М.: УРСС, 2004. — 384 с.
- Дьярмати И. Неравновесная термодинамика. Теория поля и вариационные принципы / Пер. с англ. — М.: Мир, 1974. — 304 с. Архивная копия от 12 ноября 2007 на Wayback Machine
- Седов Л. И., Цыпкин А. Г. Основы макроскопических теорий гравитации и электромагнетизма. — 1989. — 272 с.
- Черный Л. T. Релятивистские модели сплошных сред. — М.: Наука, 1983. — 288 с.
- Рытов С. М., Кравцов Ю. А., Татарский В. И. Введение в статистическую радиофизику. Часть 2. Случайные поля Архивная копия от 1 мая 2013 на Wayback Machine. — М.: Наука, 1978. — 464 с.
- Монин А. С., Яглом А. М. Статистическая гидромеханика. Механика турбулентности. Часть 1 Архивная копия от 1 мая 2013 на Wayback Machine. — М.: Наука, 1965. — 639 с.
- Монин А. С., Яглом А. М. Статистическая гидромеханика. Механика турбулентности. Часть 2 Архивная копия от 1 мая 2013 на Wayback Machine. — М.: Наука, 1967. — 720 с.
- Татарский В. И. Распространение волн в турбулентной атмосфере Архивная копия от 1 мая 2013 на Wayback Machine. — М.: Наука, 1967.
- Giachetta G., Mangiarotti, L., Sardanashvily G. Advanced Classical Field Theory. — World Scientific, 2009. — 389 p.; arXiv: 0811.0331.